# Estela Salas
María Estela Salas Marín (Úrsulo Galván, 25 de mayo de 1969) es una deportista mexicana que compite en atletismo adaptado.
Participó en sextos Juegos Paralímpicos de Verano entre los años 2004 y 2024, obteniendo dos medallas en Atenas 2004, oro en Bala y plata en jabalina.
A lo largo de su carrera deportiva a obtenido aproximadamente 600 medallas en campeonatos nacionales y más de 30 internacionalmente, en mundiales, panamericanos y los Juegos Paralímpicos.

## Palmarés internacional
| Juegos Paralímpicos | Juegos Paralímpicos | Juegos Paralímpicos | Juegos Paralímpicos   |
| Año                 | Lugar               | Medalla             | Prueba                |
| ------------------- | ------------------- | ------------------- | --------------------- |
| 2004                | Atenas (Grecia)     | Medalla de oro      | Bala F32-34/52/53     |
| 2004                | Atenas (Grecia)     | Medalla de plata    | Jabalina F33/34/52/53 |

## Reconocimientos
- Premio de la Fundación Unidos Podemos Asociación Civil, que la distinguió por su labor altruista hacia la comunidad vulnerable.[4]